# Paul Matisse
Pour les articles homonymes, voir Matisse (homonymie).
Paul Matisse (né en 1933) est un sculpteur américain. Il est le fils du célèbre marchand d'art Pierre Matisse et d'Alexina « Teeny » Duchamp qui épousa en secondes noces Marcel Duchamp. Son grand-père est le peintre français Henri Matisse. Sa fille est la peintre Sophie Matisse.
Par sophistication, il va jusqu'à faire ses propres outils.